# Lunardelli
Lunardelli est une municipalité brésilienne située dans l'État du Paraná.

## Histoire
En 1952, une ferme a commencé à se former sur un terrain appelé Lunardelli. Avec l'ouverture de cette ferme et d'autres, des agriculteurs de tout l'État et du pays sont arrivés.
En 1959, la région comptait des fermes et plusieurs propriétés rurales en production franche. C'est cette année-là qu'un groupe d'habitants a lancé un mouvement pour la formation de la ville de Lunardelli.
Créée par la loi d'État n° 7502, du 19 décembre de 1979, elle a été démembrée de São João do Ivaí.

## Géographie
Sa superficie est de 199 220 km², soit 0,1 % de l'État, 0,0354 % de la région et 0,0036 % de l'ensemble du territoire brésilien. Il est situé à une latitude 24°04'44" sud et une longitude 51°44'16" ouest, étant à une altitude de 640 m. Sa population était estimée en 2005.

## Démographie
- Population totale : 5.668
- Urbain : 2 704
- Rural : 2 964
- Hommes : 4 112
- Femmes : 3 756

## Administration
- Maire : Reinaldo Grola (2017/2020)
- Vice-maire : Mr. Célio
- Maire : Mr. Célio Alexandre Correia